# Guillermo Marro
Guillermo Osvaldo Marro (Pergamino, provincia de Buenos Aires, 1 de julio de 1983) es un deportista argentino que compite en natación adaptada, especializado en estilo espalda. Ganó tres medallas en los Juegos Paralímpicos (1 de plata y 2 de bronce), dos medallas en campeonatos del mundo (1 de plata y 1 de bronce) y diez medallas en los Juegos Parapanamericanos (4 de oro, 3 de plata y 3 de bronce). Marro ha cruzado también cuatro veces el Canal de la Mancha. Fue elegido abanderado de la delegación argentina en los Juegos Paralímpicos de Londres 2012, integrando el equipo de natación adaptada de ese país en cinco Juegos consecutivos (2000-2016). 
En 2008 creó la Fundación Guillermo Marro, que preside, para promover los deportes paralímpicos en Argentina y asistir a los deportistas de alto rendimiento. Se encuentra clasificado en la categoría S7, correspondiente a los nadadores que no pueden utilizar sus piernas. En 2010 fue reconocido con el Premio Konex por su trayectoria deportiva. En 2012 fue declarado por Ley 4404 de la Ciudad de Buenos Aires personalidad destacada de esa ciudad.
Becado por la Secretaría de Deportes de la Nación, el ENARD y el Club Atlético River Plate.

## Síntesis biográfica
Guillermo Marro nació el 1 de julio de 1983 en Pergamino, provincia de Buenos Aires. Nació con una artrogriposis múltiple que le impide utilizar sus piernas, debiendo caminar con muletas. Pese a ello, Marro se dedicó desde pequeño a la natación, compitiendo con nadadores sin discapacidad en las piernas. En 1999, a los 16 años su entrenadora Marcela Belviso lo vio compitiendo en un torneo convencional de la Federación de Aficionados de la Natación del Norte de Buenos Aires (FANNBA) y le ofreció mudarse a Buenos Aires e ingresar al Club River Plate para competir en torneos adaptados.
Al año siguiente integró la delegación argentina a los Juegos Paralímpicos de Sídney 2000 donde ganó una medalla de bronce. Desde ese momento ganó dos medallas paralímpicas más, participó en cinco Juegos Paralímpicos consecutivos, obtuvo dos medallas (plata y bronce) en campeonatos mundiales y diez medallas (cuatro de oro) en los Juegos Parapanamericanos.
Fue reconocido tres veces con el Premio Jorge Newbery (2002, 2005 y 2008) en su especialidad. En 2008 creó la Fundación Guillermo Marro, que preside, para promover los deportes paralímpicos en Argentina y asistir a los deportistas de alto rendimiento. En 2012 fue declarado por Ley 4404 de la Ciudad de Buenos Aires personalidad destacada de esa ciudad.

## Carrera deportiva

### Juegos Paralímpicos

#### Bronce en Sídney 2000
Marro obtuvo en Sídney una medalla de bronce, la única medalla ganada por el equipo natación adaptada argentino, con la particularidad de que estableció un nuevo récord mundial (1:16.78) al ganar su serie y que -aunque no lo pudo repetir en la final- quedó como el segundo mejor tiempo de la competencia.
| Natación Varones 100 m espaldas S7 Participantes: 27 | Natación Varones 100 m espaldas S7 Participantes: 27 | Natación Varones 100 m espaldas S7 Participantes: 27 | Natación Varones 100 m espaldas S7 Participantes: 27 | Natación Varones 100 m espaldas S7 Participantes: 27 |
|                                                      | Atleta                                               | País                                                 | Tiempo                                               |                                                      |
| ---------------------------------------------------- | ---------------------------------------------------- | ---------------------------------------------------- | ---------------------------------------------------- | ---------------------------------------------------- |
| 1                                                    | Andrew Lindsay                                       | Reino Unido                                          | RM 1:16.09                                           |                                                      |
| 2                                                    | David Roberts                                        | Reino Unido                                          | 1:17.87                                              |                                                      |
| 3                                                    | Marro, Guillermo                                     | Argentina                                            | 1:17.97                                              |                                                      |
| Fuente: IPC.                                         |                                                      |                                                      |                                                      |                                                      |

#### Plata en Atenas 2004
En Atenas el equipo de natación adaptada obtuvo dos medallas, una de plata obtenida por Marro y otra de bronce obtenida por Betiana Basualdo.
| Natación Varones 100 m espalda S7 Participantes: 10 | Natación Varones 100 m espalda S7 Participantes: 10 | Natación Varones 100 m espalda S7 Participantes: 10 | Natación Varones 100 m espalda S7 Participantes: 10 | Natación Varones 100 m espalda S7 Participantes: 10 |
|                                                     | Atleta                                              | País                                                | Tiempo                                              |                                                     |
| --------------------------------------------------- | --------------------------------------------------- | --------------------------------------------------- | --------------------------------------------------- | --------------------------------------------------- |
| 1                                                   | Lindsay, Andrew                                     | Reino Unido                                         | 1:16.67                                             |                                                     |
| 2                                                   | Guillermo Marro                                     | Argentina                                           | 1:16.98                                             |                                                     |
| 3                                                   | Eric Lindmann                                       | Francia                                             | 1:17.97                                             |                                                     |
| Fuente: IPC.                                        |                                                     |                                                     |                                                     |                                                     |

#### Bronce en Pekín 2008
En Pekín Marro obtuvo su tercera medalla en juegos consecutivos, bajando en casi dos segundos el tiempo marcado en Atenas.
| Natación Varones 100 m espalda S7 Participantes: 12 | Natación Varones 100 m espalda S7 Participantes: 12 | Natación Varones 100 m espalda S7 Participantes: 12 | Natación Varones 100 m espalda S7 Participantes: 12 | Natación Varones 100 m espalda S7 Participantes: 12 |
|                                                     | Atleta                                              | País                                                | Tiempo                                              |                                                     |
| --------------------------------------------------- | --------------------------------------------------- | --------------------------------------------------- | --------------------------------------------------- | --------------------------------------------------- |
| 1                                                   | Lantz Lamback                                       | Estados Unidos                                      | RM 1:12.09                                          |                                                     |
| 2                                                   | Jon Fox                                             | Reino Unido                                         | 1:14.34                                             |                                                     |
| 3                                                   | Guillermo Marro                                     | Argentina                                           | 1:15.17                                             |                                                     |
| Fuente: IPC.                                        |                                                     |                                                     |                                                     |                                                     |

#### Diploma en Londres 2012
En Londres 2012 el Comité Paralímpico Internacional (IPC) modificó los criterios de clasificación para la Clase S7, autorizando la participación de personas con discapacidades en las piernas, aunque pudieran andar sin muletas. La nueva clasificación permitió que compitieran en la categoría S7 deportistas que podían usar sus piernas para nadar, en perjuicio de aquellos que, como Marro, no pueden sostenerse de pie sin muletas. De ese modo los tiempos bajaron considerablemente y aunque Marro bajó en un minuto el tiempo que en Atenas le había dado la medalla de bronce, en Londres le alcanzó para finalizar 5.º y con diploma.

"Fue muy notoria la diferencia que había de discapacidad con mis competidores. Yo no me puedo mover sin muletas y los otros nadadores subían y bajaban escaleras sin muletas. Corren. Es mucha la diferencia. El año anterior a los Juegos bajaron a cuatro nadadores de la categoría S-8 a la S-7, que es la mía. Y ya había un competidor que estaba en mi categoría que podía moverse sin muletas. En Londres hice la mejor marca de mi vida 1m 13s97, y así y todo quedé quinto. Con esa marca en Beijing hubiese quedado segundo", se lamenta. Las categorías (que van de la S-1 a S-14) despiertan polémicas de todo tipo. El equipo del máximo medallista paralímpico argentino presentó quejas formales en Londres, pero no tuvo éxito en su reclamo, a pesar de la evidente ventaja que tenían los cuatro que estuvieron por arriba de Marro.
La Nación

En esta competencia Marro obtuvo su mejor tiempo histórico en finales: 1:14.19.
| Natación Varones 100 m espalda S7 Participantes: 16 | Natación Varones 100 m espalda S7 Participantes: 16 | Natación Varones 100 m espalda S7 Participantes: 16 | Natación Varones 100 m espalda S7 Participantes: 16 | Natación Varones 100 m espalda S7 Participantes: 16 |
|                                                     | Atleta                                              | País                                                | Tiempo                                              |                                                     |
| --------------------------------------------------- | --------------------------------------------------- | --------------------------------------------------- | --------------------------------------------------- | --------------------------------------------------- |
| 1                                                   | Jonathan Fox                                        | Reino Unido                                         | RM 1:10.46                                          |                                                     |
| 2                                                   | BOHODAYKO Yevheniy Bohodayko                        | Ucrania                                             | 1:11.31                                             |                                                     |
| 3                                                   | Mihovil Spanja                                      | Croacia                                             | 1:12.53                                             |                                                     |
| 4                                                   | Ievgen Poltavskyi                                   | Ucrania                                             | 1:14.03                                             | 'DP'                                                |
| 5                                                   | Guillermo Marro                                     | Argentina                                           | 1:14.19                                             | 'DP'                                                |
| Fuente: IPC.                                        |                                                     |                                                     |                                                     |                                                     |

### Campeonatos mundiales
Guillermo Marro compitió en cinco campeonatos mundiales, obteniendo en la prueba de su especialidad (100 m espalda) un subcampeonato mundial (2006), una medalla de bronce (2002) y tres sextos puestos con diploma (2010, 2013 y 2015). 
| Campeonatos mundiales Guillermo Marro | Campeonatos mundiales Guillermo Marro | Campeonatos mundiales Guillermo Marro | Campeonatos mundiales Guillermo Marro | Campeonatos mundiales Guillermo Marro |
| Posición                              | Año                                   | Evento                                | Tiempo                                |                                       |
| ------------------------------------- | ------------------------------------- | ------------------------------------- | ------------------------------------- | ------------------------------------- |
| 3                                     | 2002                                  | 100 m espalda S7                      | 1:17.71                               |                                       |
| 2                                     | 2006                                  | 100 m espalda S7                      | 1:17.02                               |                                       |
| 6                                     | 2010                                  | 100 m espalda S7                      | 1:17.05                               | 'DP'                                  |
| 6                                     | 2013                                  | 100 m espalda S7                      | 1:16.05                               | 'DP'                                  |
| 6                                     | 2015                                  | 100 m espalda S7                      | 1:17.58                               | 'DP'                                  |
| Fuente: IPC.                          |                                       |                                       |                                       |                                       |

### Juegos Parapanamericanos

#### Dos oros y una de plata en Mar del Plata 2003
El los Juegos Parapanamericanos de 2003 realizados en Mar del Plata, Guillermo Marro ganó dos medallas de oro (100 m espalda y 50 m libre) y una medalla de plata (50 m mariposa). Los tiempos obtenidos en esas pruebas son los siguientes:
| Juegos Parapanamericanos 2003 Guillermo Marro | Juegos Parapanamericanos 2003 Guillermo Marro | Juegos Parapanamericanos 2003 Guillermo Marro | Juegos Parapanamericanos 2003 Guillermo Marro | Juegos Parapanamericanos 2003 Guillermo Marro |
| Posición                                      | Evento                                        | Tiempo                                        |                                               |                                               |
| --------------------------------------------- | --------------------------------------------- | --------------------------------------------- | --------------------------------------------- | --------------------------------------------- |
| 1                                             | 100 m espalda S7                              | 1:19.05                                       |                                               |                                               |
| 1                                             | 50 m libre S7                                 | 33.92                                         |                                               |                                               |
| 2                                             | 50 m mariposa S7                              | 39.81                                         |                                               |                                               |
| Fuente: IPC.                                  |                                               |                                               |                                               |                                               |

#### Oro, plata y bronce en Río de Janeiro 2007
El los Juegos Parapanamericanos de 2007 realizados en Río de Janeiro, Guillermo Marro ganó una medalla de oro (100 m espalda), una medalla de plata (posta 4 x 100 medley) y una medalla de bronce (posta 4 x 100 libre). El equipo argentino de natación adaptada salió quinto en el medallero.
| Natación Varones 100 m espalda S7 | Natación Varones 100 m espalda S7 | Natación Varones 100 m espalda S7 | Natación Varones 100 m espalda S7 | Natación Varones 100 m espalda S7 |
|                                   | Atleta                            | País                              | Tiempo                            |                                   |
| --------------------------------- | --------------------------------- | --------------------------------- | --------------------------------- | --------------------------------- |
| 1                                 | Guillermo Marro                   | Argentina                         |                                   |                                   |
| 2                                 | Nélio Almeida                     | Brasil                            |                                   |                                   |
| 3                                 | Ronaldo Santos                    | Brasil                            |                                   |                                   |
| Fuente: IPC.                      |                                   |                                   |                                   |                                   |

| Natación Varones Posta 4 x 100 medley 34p | Natación Varones Posta 4 x 100 medley 34p                      | Natación Varones Posta 4 x 100 medley 34p | Natación Varones Posta 4 x 100 medley 34p | Natación Varones Posta 4 x 100 medley 34p |
|                                           | Atleta                                                         | País                                      | Tiempo                                    |                                           |
| ----------------------------------------- | -------------------------------------------------------------- | ----------------------------------------- | ----------------------------------------- | ----------------------------------------- |
| 1                                         | Daniel Dias Jourdan Lutkus André Esteves Marcelo Collet        | Brasil                                    |                                           |                                           |
| 2                                         | Guillermo Marro Facundo Lazo Marco Pulleiro Juan Pablo Rosatti | Argentina                                 |                                           |                                           |
| 3                                         | Tom Miazga Cody Bureau Michael Prout Alex Dionne               | Estados Unidos                            |                                           |                                           |
| Fuente: IPC.                              |                                                                |                                           |                                           |                                           |

| Natación Varones Posta 4 x 100 libre 34p | Natación Varones Posta 4 x 100 libre 34p                       | Natación Varones Posta 4 x 100 libre 34p | Natación Varones Posta 4 x 100 libre 34p | Natación Varones Posta 4 x 100 libre 34p |
|                                          | Atleta                                                         | País                                     | Tiempo                                   |                                          |
| ---------------------------------------- | -------------------------------------------------------------- | ---------------------------------------- | ---------------------------------------- | ---------------------------------------- |
| 1                                        | Adriano Lima Fabiano Machado Mauro Brasil André Esteves        | Brasil                                   |                                          |                                          |
| 2                                        | Tom Miazga Alex Dionne Michael Prout Cody Bureau               | Estados Unidos                           |                                          |                                          |
| 3                                        | Facundo Lazo Marco Pulleiro Guillermo Marro Juan Pablo Rosatti | Argentina                                |                                          |                                          |
| Fuente: IPC.                             |                                                                |                                          |                                          |                                          |

#### Oro, plata y bronce en Guadalajara 2011
El los Juegos Parapanamericanos de 2011 realizados en Guadalajara, Guillermo Marro ganó una medalla de oro (100 m espalda), una medalla de plata (posta 4 x 100 medley) y una medalla de bronce (posta 4 x 100 libre). La medalla de oro en 100 m espalda la obtuvo con récord panamericano. El equipo argentino de natación adaptada salió cuarto en el medallero.
| Natación Varones 100 m espalda S7 | Natación Varones 100 m espalda S7 | Natación Varones 100 m espalda S7 | Natación Varones 100 m espalda S7 | Natación Varones 100 m espalda S7 |
|                                   | Atleta                            | País                              | Tiempo                            |                                   |
| --------------------------------- | --------------------------------- | --------------------------------- | --------------------------------- | --------------------------------- |
| 1                                 | Guillermo Marro                   | Argentina                         | RP 1:14.15                        |                                   |
| 2                                 | Matías de Andrade                 | Argentina                         | 1:16.55                           |                                   |
| 3                                 | Ronaldo Santos                    | Brasil                            | 1:22.76                           |                                   |
| Fuente: IPC.                      |                                   |                                   |                                   |                                   |

| Natación Varones Posta 4 x 100 medley | Natación Varones Posta 4 x 100 medley                                    | Natación Varones Posta 4 x 100 medley | Natación Varones Posta 4 x 100 medley | Natación Varones Posta 4 x 100 medley |
|                                       | Atleta                                                                   | País                                  | Tiempo                                |                                       |
| ------------------------------------- | ------------------------------------------------------------------------ | ------------------------------------- | ------------------------------------- | ------------------------------------- |
| 1                                     | Daniel Dias Matheus Silva André Brasil Phelipe Rodrigues                 | Brasil                                | 4:23.99                               |                                       |
| 2                                     | Guillermo Marro Facundo Lazo Marco Pulleiro Bruno Lemaire                | Argentina                             | 4:41.06                               |                                       |
| 3                                     | Arturo Larraga Luis Andrade Guillén Angel Buitian Santiago Enrique Pérez | México                                | 5:00.25                               |                                       |
| Fuente: IPC.                          |                                                                          |                                       |                                       |                                       |

| Natación Varones Posta 4 x 100 libre | Natación Varones Posta 4 x 100 libre                                     | Natación Varones Posta 4 x 100 libre | Natación Varones Posta 4 x 100 libre | Natación Varones Posta 4 x 100 libre |
|                                      | Atleta                                                                   | País                                 | Tiempo                               |                                      |
| ------------------------------------ | ------------------------------------------------------------------------ | ------------------------------------ | ------------------------------------ | ------------------------------------ |
| 1                                    | Phelipe Rodrigues Daniel Dias Vanilton Filho André Brasil                | Brasil                               | 3:58.48                              |                                      |
| 2                                    | Arturo Larraga Luis Andrade Guillén Ángel Buitian Santiago Enrique Pérez | México                               | 4:28.55                              |                                      |
| 3                                    | Juan Rosatti Lucas Poggi Guillermo Marro Bruno Lemaire                   | Argentina                            | 4:31.01                              |                                      |
| Fuente: IPC.                         |                                                                          |                                      |                                      |                                      |

#### Bronce en Toronto 2015
El los Juegos Parapanamericanos de 2015 realizados en Toronto, Guillermo Marro ganó una medalla de bronce en 100 m espalda, su décima medalla en cuatro Juegos Parapanamericanos.
| Natación Varones 100 m espalda S7 | Natación Varones 100 m espalda S7 | Natación Varones 100 m espalda S7 | Natación Varones 100 m espalda S7 | Natación Varones 100 m espalda S7 |
|                                   | Atleta                            | País                              | Tiempo                            |                                   |
| --------------------------------- | --------------------------------- | --------------------------------- | --------------------------------- | --------------------------------- |
| 1                                 | Ítalo Gómes                       | Brasil                            | 1:13.97                           |                                   |
| 2                                 | Matías de Andrade                 | Argentina                         | 1:15.26                           |                                   |
| 3                                 | Guillermo Marro                   | Argentina                         | 1:18.80                           |                                   |
| Fuente:                           |                                   |                                   |                                   |                                   |

## Fundación Guillermo Marro
En 2008 Guillermo Marro y Marcela Belviso crearon la fundación que lleva su nombre y que preside aquel, con el fin de promover el deporte de alto rendimiento entre las personas con discapacidades en Argentina. Una de las principales actividades organizadas por la Fundación son las maratones acuáticas solidarias en aguas abiertas, integrando a nadadores convencionales y adaptados. Los fondos recaudados se destinan a solventar los costos de los deportistas paralímpicos de alto rendimiento.